# 宁波通商银行
宁波通商银行是中国一所城市商业银行，总部位于宁波市。2012年，由原外资银行宁波国际银行重组改制并更名而来。

## 历史
宁波通商银行前身为1993年由印尼金光集团控股的宁波国际银行，为浙江省第一所外资银行。2009年起，由宁波港集团受让印尼国际银行（BII）20%股份，与其他12个股东重组为宁波通商银行，2012年正式成立。银行名称来源于近代宁波商帮参与创办的中国通商银行。

## 股东构成
- 宁波港集团
- 宁波亚洲纸管纸箱有限公司
- 奥克斯集团
- 百隆东方股份有限公司
- 宁波宁兴(集团)有限公司
- 利时集团
- 广博投资控股有限公司
- 浙江波威控股有限公司
- 浙江泰隆商业银行
- 森宇控股集团
- 帅康集团
- 爱伊美集团有限公司
- 慈溪市工业品批发市场经营服务有限公司